# Une source pour les assoiffés
Pour plus de détails, voir Fiche technique et Distribution.
Une source pour les assoiffés (en ukrainien : Криниця для спраглих, en russe : Родник для жаждущих, Krynytsya dlya sprahlykh) est un film de fiction soviétique ukrainien, réalisé en 1965 par Iouri Illienko. Premier film de ce réalisateur d'origine ukrainienne, il est censuré jusqu'en 1987 par les autorités soviétiques. Ce film est produit par le Studio Dovjenko. C'est une des créations les plus significatives et précoces de l'« École poétique de Kiev ». Il fait partie de la liste des 100 meilleurs films de l'histoire du cinéma ukrainien.

## Synopsis
Récit symbolique et mélancolique (le film se présente lui-même comme une « cinéfable ») mettant en scène un homme vivant au bord d'un désert, abandonné par sa famille et confronté à ses souvenirs lointains.

## Fiche technique
- Titre français : Une source pour les assoiffés
- Titre original : Криниця для спраглих (en russe Родник для жаждущих)
- Titre international : Rodnik dlya zhazhdushchikh
- Réalisation : Iouri Illienko
- Photographie : Iouri Illienko, Volodimir Davidov (uk)
- Production : Studio Dovjenko (période Studio Alexandre Dovjenko de Kiev)
- Direction artistique : Anatoli Mamontov (uk), Petro Maksimenko
- Scénario : Ivan Dratch
- Pays d'origine : URSS
- Format : noir et blanc
- Durée : 83 minutes
- Année : 1965
- Vie du film : censuré dès sa sortie et pendant 22 ans par les autorités soviétiques, le film est assez difficile d'accès.

## Distribution
- Dmytro Miloutenko : Serdiouk
- Larissa Kadotchnikova : Solomia
- Feodossia Litvinenko : Tchornoukha
- Nina Alissova : Paraska
- Jemma Firsova : Maria, belle-fille
- Ivan Kostioutchenko : fils Sidor
- Yevhen Baliev : fils Maxime
- Konstantine Erchov : Artiom, le mari de Natalia
- Iouriï Majouha : Piotr, gendre
- Olena Kovalenko : Natalia, fille